# Campeonato Goiano Terceira Divisão
Il Campeonato Goiano Terceira Divisão è il terzo e ultimo livello calcistico nello stato del Goiás, in Brasile.

## Stagione 2021
- ABD (Santo Antônio de Goiás)
- América (Morrinhos)
- ASEEV (Guapó)
- Bela Vista (Bela Vista de Goiás)
- Cerrado (Aparecida de Goiânia)
- Guanabara City (Goiânia)
- Independente (Rio Verde)
- Mineiros (Mineiros)
- Monte Cristo (Goiânia)
- Rioverdense (Rio Verde)
- Santa Helena (Santa Helena de Goiás)
- União Inhumas (Inhumas)

## Albo d'oro
| Anno | Campione             |
| ---- | -------------------- |
| 2002 | Aparecidense         |
| 2003 | Mineiros             |
| 2004 | Rio Quente           |
| 2005 | Trindade             |
| 2006 | Itauçuense           |
| 2007 | Santa Helena         |
| 2008 | União                |
| 2009 | Atlético Rioverdense |
| 2010 | AA Goiatuba          |
| 2011 | Grêmio Anápolis      |
| 2012 | Caldas Novas         |
| 2013 | Novo Horizonte       |
| 2014 | Itaberaí             |
| 2015 | ASEEV                |
| 2016 | Aparecida            |
| 2017 | Jaraguá              |
| 2018 | Morrinhos            |
| 2019 | Goiatuba EC          |
| 2021 | Cerrado              |
| 2022 | Santa Helena         |

## Titoli per squadra
| Squadra              | Città                 | Titoli |
| -------------------- | --------------------- | ------ |
| Santa Helena         | Santa Helena de Goiás | 2      |
| AA Goiatuba          | Goiatuba              | 1      |
| Aparecida            | Aparecida de Goiânia  | 1      |
| Aparecidense         | Aparecida de Goiânia  | 1      |
| ASEEV                | Paraúna               | 1      |
| Atlético Rioverdense | Rio Verde             | 1      |
| Caldas Novas         | Caldas Novas          | 1      |
| Cerrado              | Aparecida de Goiânia  | 1      |
| Goiatuba EC          | Goiatuba              | 1      |
| Grêmio Anápolis      | Anápolis              | 1      |
| Itaberaí             | Itaberaí              | 1      |
| Itauçuense           | Itauçu                | 1      |
| Jaraguá              | Jaraguá               | 1      |
| Mineiros             | Mineiros              | 1      |
| Morrinhos            | Morrinhos             | 1      |
| Novo Horizonte       | Ipameri               | 1      |
| Rio Quente           | Rio Quente            | 1      |
| Trindade             | Trindade              | 1      |
| União                | Inhumas               | 1      |